# 梁吉泉
梁吉泉（1944年—），男，壮族，广西人，中华人民共和国政治人物，曾任中共广西壮族自治区党委常委，第四、五届全国人大常委会委员。